# Llet de pap

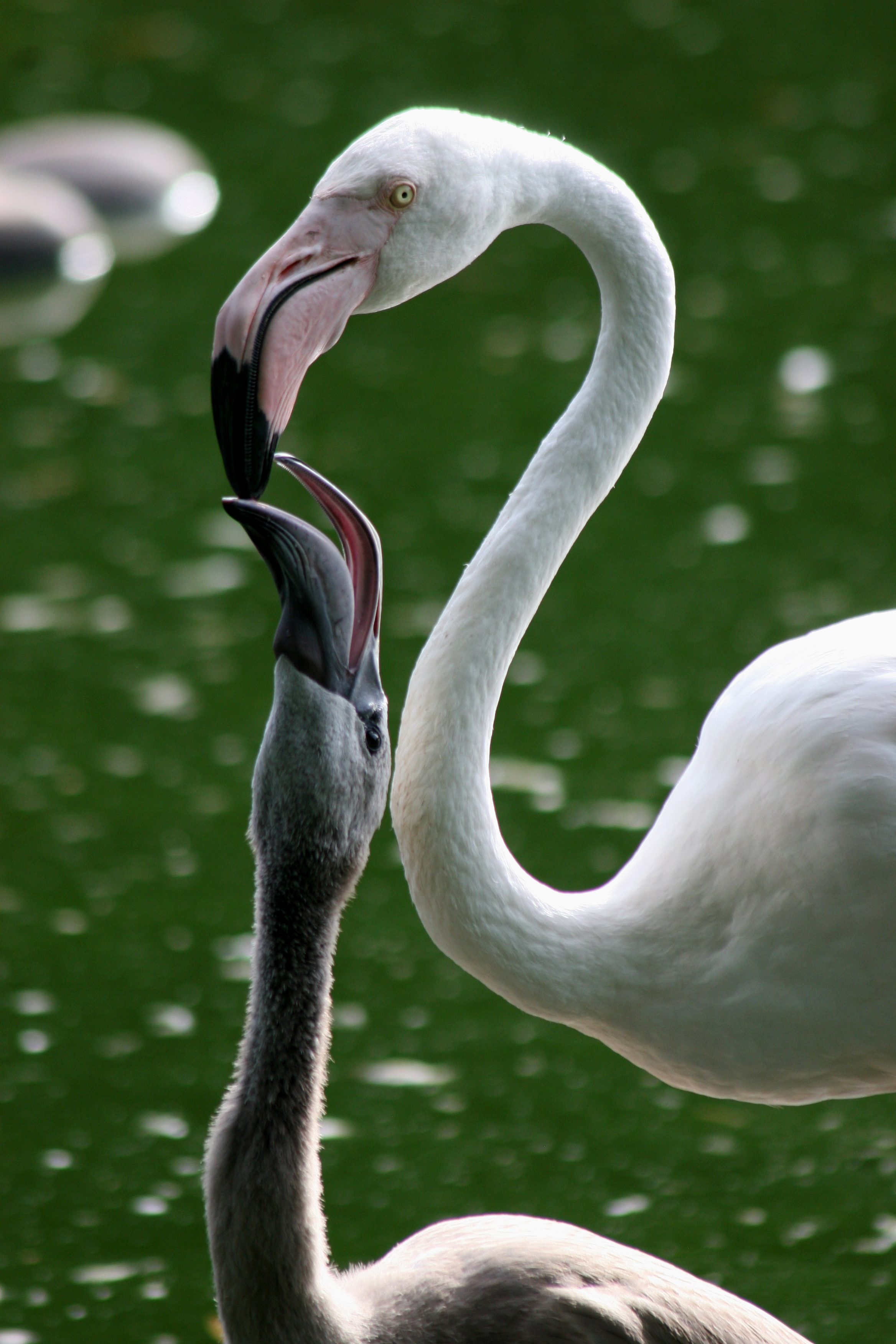
Un pollet de Gran Flamenc dins el zoològic de Basilea alimentat amb llet de pap

La llet de pap és una secreció de la mucosa del pap de certs ocells adults que és regurgitada per a alimentar els ocells joves. Es troba entre tots els colúmbids on es coneix com a llet de colom. La llet de pap és també produïda pels flamencs, pelicans i alguns pingüins.

## Comparació amb la llet de mamífer
La llet de pap té poca semblança amb la llet de mamífer, ja que és una substància semi-sòlida una mica semblant al formatge groc pàl·lid. No conté glúcids i és extremadament rica en proteïna (60%) i lípids (40%), uns nivells més alts que la llet de vaca o la humana.
És rica en antioxidants i factors d'efectes immunològics. Com la llet de mamífer, la llet de pap conté anticossos immunoglobulina A i també conté alguns bacteris. A diferència de la llet de mamífer, la qual és una emulsió, la llet de pap de colom consisteix en una suspensió de cèl·lules epitelials riques en greix i proteïnes que proliferen i es desprenen del revestiment intern del pap. En coloms i flamencs, tant l'adult mascle com la femella produeixen llet de pap i participen en l'alimentació i cura dels joves. En pingüins només els mascles alleten. L'alletament en ocells és també controlat per la prolactina, què és la mateixa hormona que en els mamífers.

## Alimentació dels colomins
La llet del colom comença a ser produïda un parell de dies abans que els ous descloguin. Els pares poden deixar de menjar en aquest punt per tal de proporcionar llet als colomins sense barrejar amb cap llavor, que els molt joves serien incapaços de digerir. Els petits són alimentats amb llet de pap pura en la primera setmana, aproximadament, de vida. Després d'això, els pares comencen a introduir una proporció de menjar d'adult, canviant les condicions d'humitat del pap de l'adult, en la barreja d'aliment dels polls, fins que cap al final de la segona setmana, ja són alimentats enterament amb menjar d'adult rebaixat.
Els coloms normalment ponen dos ous. Si un ou falla en eclosió, el supervivent aconsegueix l'avantatge d'una aportació de llet de pap doble i, al final de la primera setmana, ja és gairebé tan gran com serien dos polls "normals".

## Alimentació artificial de colomins
La molt alta concentració de nutrient de la llet del colom fa difícil de trobar un substitut artificial per alimentar artificialment els colomins. Hi ha alguns compostos patentats disponibles. Un bon compost casolà pot ser fet combinant a parts iguals de proteïna de soia assecada pura (sense sal afegida, saboritzants, conservants, etc.) i una mantega substitutiva amb base de soia sense làctics (la mantega làctica normal no és adequada, perquè el sistema digestiu dels polls no poden suportar productes làctics). Això es fa amb una pasta viscosa amb poca aigua, una engruna d'un compost multivitamínic i un polsim minúscul de guix (quin és necessari per al desenvolupament ossi).